# Finderup Sogn (Ringkøbing-Skjern Kommune)
 For alternative betydninger, se Finderup Sogn. (Se også artikler, som begynder med Finderup Sogn)
Finderup Sogn er et sogn i Skjern Provsti (Ribe Stift).
Finderup Kirke blev i 1909 indviet som filialkirke til Hanning Kirke, og Finderup blev et kirkedistrikt i Hanning Sogn, som hørte til Bølling Herred i Ringkøbing Amt. Hanning sognekommune inkl. kirkedistriktet blev ved kommunalreformen i 1970 indlemmet i Skjern Kommune, der ved strukturreformen i 2007 indgik i Ringkøbing-Skjern Kommune.
Da kirkedistrikterne blev nedlagt 1. oktober 2010, blev Finderup Kirkedistrikt udskilt som det selvstændige Finderup Sogn.
Stednavne, se Hanning Sogn.